# حنيفية
الحنيفية هي دين إبراهيم، الذي تنتسب إليه الأديان الإبراهيمية. بحسب الإسلام هو الاعتقاد عملا وقولا والإيمان بأن الله هو الخالق وهو واحد ليس له شريك وأن جميع العبادات القلبية الحسية من حب وخوف ورجاء والعبادات البدنية المادية الفعلية تصرف له من صلاة وزكاة ونحوهما، وأن الرسل الذين جاءوا بالدعوة لله هم عباد لله ورسل منه يدعون لعبادته، ومن أشهر حنفاء العرب قبل الإسلام أمية بن أبي الصلت، زيد بن عمرو بن نفيل وقس بن ساعدة. وذلك اقتداء بإبراهيم الخليل اوّل الحنفاء وسيد الحنفيين ورأس الحنيفية. وكان على الحنيفية جميع الأنبياء من ذريته وأتباعهم، حتى زمن عيسى بن مريم وهما من الحنيفية، فمن كف من اتباع موسى عن الإيمان بعيسى وسم بالمسيحية ، ولما جاء محمد بالقرآن، فمن كف من اتباع عيسى عن الإيمان بالمسيحية وسم بالإسلام

## في المعتقدات الأخرى
تعني الحنيفية «الميل» في اللغة، واصطلاحاً والآرامية أو المَيلُ إلى الحق بالعربية. ورد ذكر الجذر الثلاثي (ح-ن-ف) في القرآن في اثني عشرة آية، نلاحظ أن في معظمهم يكون هنالك ربط مع النبي إبراهيم الذي وصفه القرآن ب الحنيف.
```
وُصِم بها العرب الذين هجروا عبادة الأصنام وارتدوا عن دين من كان حولهم. وفي المسيحية واليهودية هم الذين لم يدخلوا بهاتين الديانتين من الفرس والإغريق والعرب.
[
1
]
```

## ذكر الحنيفية في القرآن
1. ﴿حُنَفَاءَ لِلَّهِ غَيْرَ مُشْرِكِينَ بِهِ وَمَنْ يُشْرِكْ بِاللَّهِ فَكَأَنَّمَا خَرَّ مِنَ السَّمَاءِ فَتَخْطَفُهُ الطَّيْرُ أَوْ تَهْوِي بِهِ الرِّيحُ فِي مَكَانٍ سَحِيقٍ ۝٣١﴾ [الحج:31]
2. ﴿وَمَا أُمِرُوا إِلَّا لِيَعْبُدُوا اللَّهَ مُخْلِصِينَ لَهُ الدِّينَ حُنَفَاءَ وَيُقِيمُوا الصَّلَاةَ وَيُؤْتُوا الزَّكَاةَ وَذَلِكَ دِينُ الْقَيِّمَةِ ۝٥﴾ [البينة:5]
3. ﴿وَقَالُوا كُونُوا هُودًا أَوْ نَصَارَى تَهْتَدُوا قُلْ بَلْ مِلَّةَ إِبْرَاهِيمَ حَنِيفًا وَمَا كَانَ مِنَ الْمُشْرِكِينَ ۝١٣٥﴾ [البقرة:135]
4. ﴿مَا كَانَ إِبْرَاهِيمُ يَهُودِيًّا وَلَا نَصْرَانِيًّا وَلَكِنْ كَانَ حَنِيفًا مُسْلِمًا وَمَا كَانَ مِنَ الْمُشْرِكِينَ ۝٦٧﴾ [آل عمران:67]
5. ﴿قُلْ صَدَقَ اللَّهُ فَاتَّبِعُوا مِلَّةَ إِبْرَاهِيمَ حَنِيفًا وَمَا كَانَ مِنَ الْمُشْرِكِينَ ۝٩٥﴾ [آل عمران:95]
6. ﴿وَمَنْ أَحْسَنُ دِينًا مِمَّنْ أَسْلَمَ وَجْهَهُ لِلَّهِ وَهُوَ مُحْسِنٌ وَاتَّبَعَ مِلَّةَ إِبْرَاهِيمَ حَنِيفًا وَاتَّخَذَ اللَّهُ إِبْرَاهِيمَ خَلِيلًا ۝١٢٥﴾ [النساء:125]
7. ﴿إِنِّي وَجَّهْتُ وَجْهِيَ لِلَّذِي فَطَرَ السَّمَاوَاتِ وَالْأَرْضَ حَنِيفًا وَمَا أَنَا مِنَ الْمُشْرِكِينَ ۝٧٩﴾ [الأنعام:79]
8. ﴿قُلْ إِنَّنِي هَدَانِي رَبِّي إِلَى صِرَاطٍ مُسْتَقِيمٍ دِينًا قِيَمًا مِلَّةَ إِبْرَاهِيمَ حَنِيفًا وَمَا كَانَ مِنَ الْمُشْرِكِينَ ۝١٦١﴾ [الأنعام:161]
9. ﴿وَأَنْ أَقِمْ وَجْهَكَ لِلدِّينِ حَنِيفًا وَلَا تَكُونَنَّ مِنَ الْمُشْرِكِينَ ۝١٠٥﴾ [يونس:105]
10. ﴿قُلْ نَزَّلَهُ رُوحُ الْقُدُسِ مِنْ رَبِّكَ بِالْحَقِّ لِيُثَبِّتَ الَّذِينَ آمَنُوا وَهُدًى وَبُشْرَى لِلْمُسْلِمِينَ ۝١٠٢﴾ [النحل:102]
11. ﴿ثُمَّ أَوْحَيْنَا إِلَيْكَ أَنِ اتَّبِعْ مِلَّةَ إِبْرَاهِيمَ حَنِيفًا وَمَا كَانَ مِنَ الْمُشْرِكِينَ ۝١٢٣﴾ [النحل:123]
12. ﴿فَأَقِمْ وَجْهَكَ لِلدِّينِ حَنِيفًا فِطْرَةَ اللَّهِ الَّتِي فَطَرَ النَّاسَ عَلَيْهَا لَا تَبْدِيلَ لِخَلْقِ اللَّهِ ذَلِكَ الدِّينُ الْقَيِّمُ وَلَكِنَّ أَكْثَرَ النَّاسِ لَا يَعْلَمُونَ ۝٣٠﴾ [الروم:30]

## الحنيفية في السنة
- عن عِيَاضِ الْمُجَاشِعِيِّ عن النَّبيِّ فيما يرويه عن الله —تبارك وتعالى— قال: «إِنِّي خَلَقْتُ عِبَادِي حُنَفَاءَ كُلَّهُمْ، وَإِنَّهُمْ أَتَتْهُمُ الشَّيَاطِينُ فَاجْتَالَتْهُمْ عَنْ دِينِهِمْ، وَحَرَّمَتْ عَلَيْهِمْ مَا أَحْلَلْتُ لَهُمْ، وَأَمَرَتْهُمْ أَنْ يُشْرِكُوا بِي مَا لَمْ أُنْزِلْ بِهِ سُلْطَانًا»[2]، والحنف هو الميل عن الضَّلال إلى الاستقامة؛ يقال: تحنّف فلان؛ أي تحرّى طريق الاستقامة.ضد «الجنف» وهو ميل عن الاستقامة إلى الضلال .[3]
- قال النبي: «أَحَبُّ الدِّينِ إلى اللَّهِ الْحَنِيفِيَّةُ السَّمْحَةُ»[4] ،والحنيفية هي الإخلاص لله وحده في العبودية.[5]